# 合丝肖菝葜
合丝肖菝葜（学名：Heterosmilax japonica var. gaudichaudiana）为百合科肖菝葜属下的一个变种。

## 扩展阅读
- 維基物種上的相關：合丝肖菝葜